# Domen Novak
Domen Novak (Novo mesto, 12 luglio 1995) è un ciclista su strada sloveno che corre per l'UAE Team Emirates XRG.

## Palmarès

### Strada
- 2013 (Juniores)

Campionati sloveni, Prova in linea Junior
- 2019 (Bahrain Merida, una vittoria)

Campionati sloveni, Prova in linea
- 2024 (UAE Team Emirates, una vittoria)

Campionati sloveni, Prova in linea

#### Altri successi
- 2014 (Adria Mobil)

Classifica giovani Sibiu Cycling Tour
- 2015 (Adria Mobil)

Classifica giovani Tour of Slovenia
- 2016 (Adria Mobil)

Classifica giovani Tour of Croatia
Classifica giovani Szlakiem Grodów Piastowskich
Classifica scalatori Szlakiem Grodów Piastowskich
Classifica giovani Małopolski Wyścig Górski
- 2017 (Bahrain-Merida)

Classifica giovani Tour of Japan

## Piazzamenti

### Grandi Giri
- Giro d'Italia

2018: 101º
2020: 59º
2022: 31º
2024: 67º
- Vuelta a España

2017: 105º
2019: 123º
2023: 138º

### Classiche monumento
- Milano-Sanremo

2023: 163º
2024: 125º
2025: ritirato
- Liegi-Bastogne-Liegi

2024: 60º
2025: 102º
- Giro di Lombardia

2017: ritirato
2019: ritirato
2020: ritirato
2021: 77º

### Competizioni mondiali
- Campionati del mondo su strada

Offida 2010 - In linea Junior: ritirato
Ponferrada 2014 - In linea Under-23: 98º
Innsbruck 2018 - In linea Elite: ritirato
Imola 2020 - In linea Elite: ritirato
Fiandre 2021 - In linea Elite: ritirato
Wollongong 2022 - In linea Elite: ritirato
Glasgow 2023 - In linea Elite: ritirato
Zurigo 2024 - In linea Elite: ritirato
- Giochi olimpici

Parigi 2024 - In linea: ritirato

### Competizioni europee
- Campionati europei

Olomouc 2013 - In linea Junior: 8º
Nyon 2014 - In linea Under-23: ritirato
Trento 2021 - In linea Elite: ritirato
Monaco di Baviera 2022 - In linea Elite: ritirato